# Elysburg
Elysburg es un lugar designado por el censo ubicado en el condado de Northumberland en el estado estadounidense de Pensilvania. En el año 2000 tenía una población de 2,067 habitantes y una densidad poblacional de 272 personas por km².

## Geografía
Elysburg se encuentra ubicado en las coordenadas 40°51′50″N 76°33′8″O / 40.86389, -76.55222.

## Demografía
Según la Oficina del Censo en 2000 los ingresos medios por hogar en la localidad eran de $43,222 y los ingresos medios por familia eran $51,211. Los hombres tenían unos ingresos medios de $45,507 frente a los $31,985 para las mujeres. La renta per cápita para la localidad era de $20,897. Alrededor del 9% de la población estaba por debajo del umbral de pobreza.
Había 855 hogares, de los cuales el 29.9% tenían niños menores de 18 años, 60.5% eran de parejas casadas, 8.0% eran de mujeres solas, y el 30.6% no eran familias. 28.0% de todos los hogares estaban constituidos por individuos, y 15.6% eran de personas mayores de 65 años viviendo por su cuenta. El tamaño promedio de cada hogar era 2.35 y el tamaño promedio por familia era de 2.86.